# Barterode

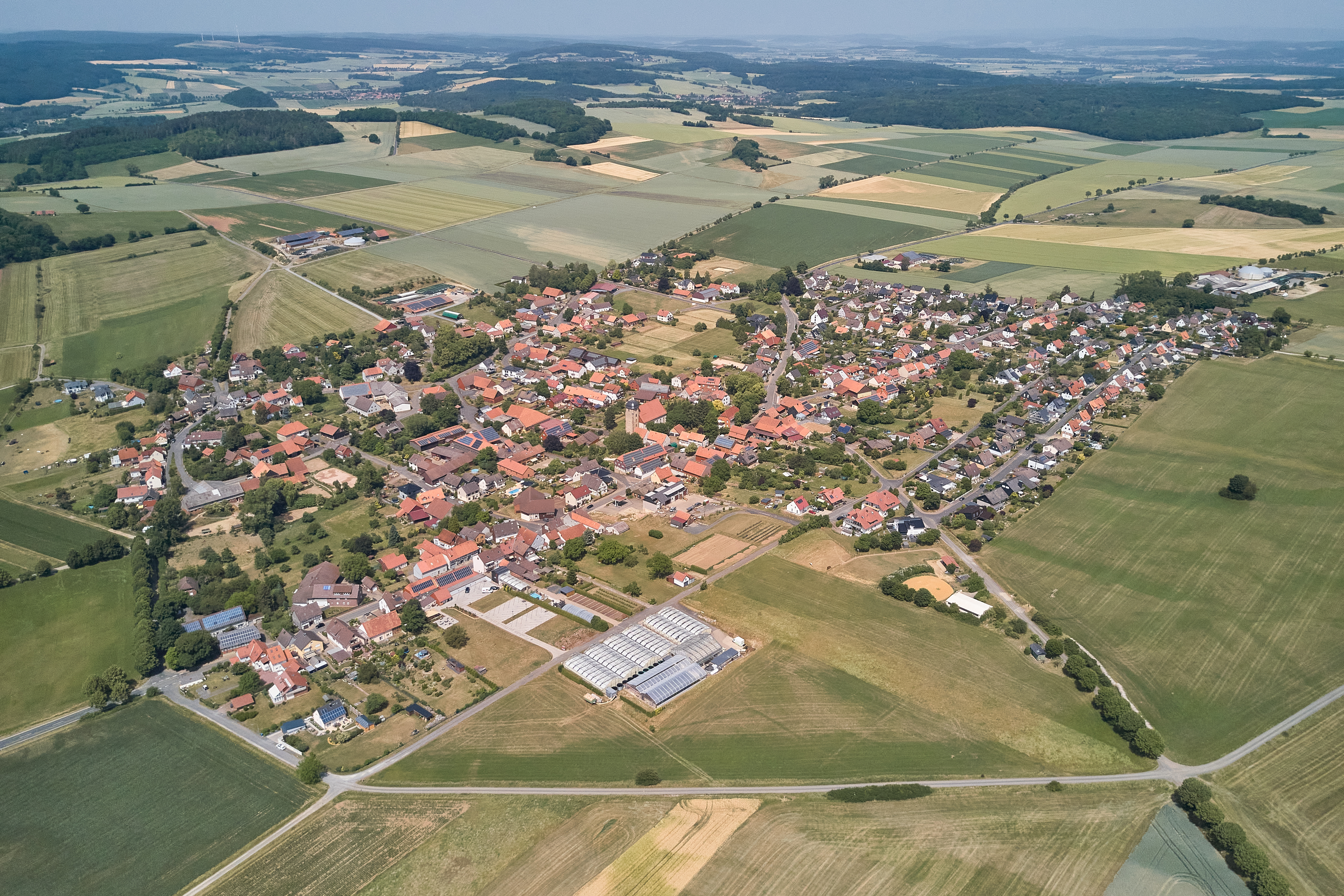
Luftaufnahme von Barterode

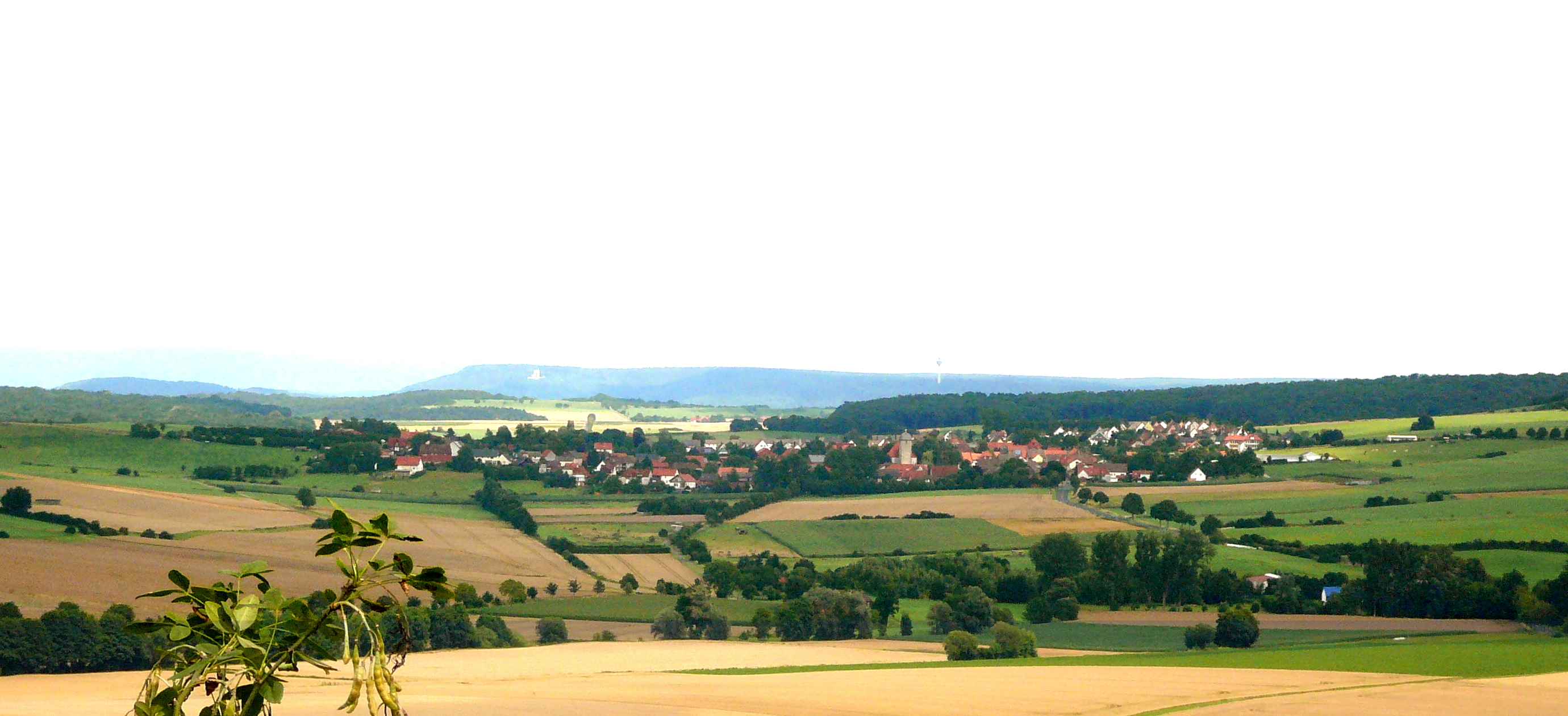
Blick von Westen auf Barterode

Barterode ist eine Ortschaft des Fleckens Adelebsen im Süden von Niedersachsen, gelegen etwa 12 km westlich von Göttingen auf der Dransfelder Hochfläche im Naturraum Sollingvorland. Die umgrenzenden Bergkuppen des Ossenberges (428 m) und der Grefenburg (ehemals 394 m, nach dem Basaltabbau 321 m) sind vulkanischen Ursprungs. Bestimmend für das Ortsbild ist die 1734 fertiggestellte Kirche St. Pankratius Barterode.

## Geschichte
Die Ortschaft Barterode wurde vermutlich noch vor 1093 gegründet. Nachweisen konnte man durch eine verloren gegangene Urkunde Erzbischof Ruthards, dass Barterode 1093 schon existierte. Barterode wurde frühestens 1144 erwähnt, was durch ein noch heute überliefertes Schriftstück belegt wird. Zu der Gründungsausstattung gehört auch ein nicht näher charakterisierter Besitz in Barterode („bonum in Bertholderoth“). Seit 1231 wird ein Rittergeschlecht beurkundet (Conrad von Bertholderode), das sich nach dem Ort benannte. 1351 wurde der Verkauf von Gütern zu Bartholderode an das Kloster Hilwartshausen bezeugt. 1360 wurde ein erster Hinweis auf einen Pfarrer in Barterode in den Klosterakten von Hilwartshausen gefunden. 1391 wurde das Rittergeschlecht Dietrich von Bertolderode erwähnt.
Die Begüterung der Hilwarthäuser Nonnen in Barterode wurde 1427 nachgewiesen. 1446 verbrannten das Dorf Barterode und der Flecken Adelebsen, als die Soester Fehde (1444–1449) ausgebrochen war. 1455 konnte ein großer Vorwerk in Barterode nachgewiesen werden. Barterode und Adelebsen brannten 1466 zum zweiten Mal durch Bischof Ernst von Hildesheim nieder. 1483 wurde eine neue Kirche gebaut. 1485 zerstörten kriegerische Heere durch Brandschatzung eine Mühle, welche wahrscheinlich die obere Mühle war. 1623 wurde die Kirche durch den Feldherrn Tilly nicht zerstört. 1647 wurde Barterode durch Soldaten der „Königsmark“ verheert (Dreißigjähriger Krieg). 1671 wurde die 1483 erbaute Kirche als: „nicht gewölbt, …allein im Chor, …die Kirche hatte sehr wenig Raum“ beschrieben. Deshalb wurde 1728 Vorarbeiten zum Bau einer neuen Kirche durchgeführt. 1729 wurde dafür Holz in Ballenhausen und Bursfelde eingekauft, die Steine auf dem Kirchhof und am Osterberg gebrochen und die Kirche unter Leitung des Mündener Mauermeister Godenzo Pedrone aufgebaut. Die alte Kirche wurde 1730 abgerissen.
1733 wurden die alten Altartafeln für drei Taler nach Hedemünden verkauft, dafür kaufte man neuen Altare für 155 Taler beim Tischler Richter aus Nörten. 1734 wurde Pastor Schwarzkopf (Thüringen) in der nahezu fertigen Kirche eingeführt. 1806–1813 wurden französische Soldaten während des Rheinbundes einquartiert. Wegen dieser Ereignisse trägt Barterode bei manchen heute noch den Spitznamen „Franzosendorf“. In dieser Zeit wurde auch die Leibeigenschaft vom Baron von Adelebsen (Bauernbefreiung) gelöst. In einem Manuskript, datiert auf das Ende des 18. Jahrhunderts, spricht Pastor Urban davon, dass in Barterode einst ein großes Kloster gestanden haben muss. Zu diesem Ergebnis kam er dadurch, dass man auf dem Kirchhofe und in einem Teil des zur Pfarre gehörigen Baumgartens noch sehr starke Grundmauern fand, als man Gräber auf dem Kirchhofe aushub. Beim Ausgraben der unter dem Pfarrgarten von Süden nach Norden verlaufenden Grundmauer fand man Überreste von kupfernen und messingenen Küchengeräten sowie Gartenerde mit darauf liegender Branderde, die mit Holzkohle vermischt war, und einige Stücke abgebrannte Holzkohle. Bei der weiteren Untersuchung der Erde förderte man zudem menschliche Skelette zutage, die unordentlich übereinander lagen. Vermutungen lassen den Schluss zu, dass es sich um eine Begräbnisstätte aus Pestzeiten handelt. Eine andere Vermutung ist, dass die Menschen bei einer der zahlreichen Zerstörungen Barterodes umgekommen sind. Das einstige Kloster war von der Nord- und Westseite von einem Graben umgeben, was der Gegend den Namen auf dem Graben eintrug.
1883 wurde die Freiwillige Feuerwehr gegründet. 1885 gehörte Barterode zum am 1. April gegründeten Kreis Uslar. 1886 wurde die Spar- und Darlehnskasse e.G.m.b.H. Barterode gegründet.
1892 wurde die Molkereigenossenschaft gegründet und eine großräumig angelegte Molkerei in Betrieb genommen. 1898 wurde die Bäckerei Hildebrand durch Hermann Hildebrand gegründet. Das traditionsbewusste Familienunternehmen hat bis heute überlebt und wird unterdessen bereits in 4. Generation geführt.
1909 wurde der Basaltsteinbruch der Grefenburg durch die Forstgenossenschaft an die Firma „Hannoversche Basaltwerke mbH“ verpachtet und zu einem modernen Steinbruch ausgebaut.
1927 wurde der Schützenverein gegründet. Am 1. Oktober 1932 wurde der Kreis Uslar in den Landkreis Northeim eingegliedert. 1935 wurde die Feuerwehrkapelle Barterode gegründet.
1954 wurde die neue Schule am Erbser Weg, die heute das Dorfgemeinschaftshaus ist, errichtet. Zudem wurde eine neue Wassergewinnungsanlage des Wasserbeschaffungsverbandes Barterode gebaut.
1972 wurde die Friedhofskapelle gebaut. Aufgrund der damals geltenden Niedersächsischen Gemeindeordnung wurden die selbständigen Gemeinden Adelebsen, Barterode, Eberhausen, Erbsen, Güntersen, Lödingsen und Wibbecke am 1. Januar 1973 durch einen Gebietsänderungsvertrag (Gemeinderatsbeschluss vom 10. August 1972) zu einer neuen Gemeinde, die den Namen „Flecken Adelebsen“ trägt, zusammengeschlossen.
Am 1. Januar 1973 wechselte der Flecken Adelebsen vom Landkreis Northeim zum Landkreis Göttingen.
1974 begann die Indonesia Bihunsuppen GmbH auf dem Gelände der ehemaligen Molkerei mit der Produktion der Bihunsuppe und machte so den Namen von Barterode bundesweit bekannt.
Adelebsen gehörte zum Regierungsbezirk Braunschweig, bis dieser zum 31. Dezember 2004 ebenso wie auch die anderen drei niedersächsischen Regierungsbezirke aufgelöst wurde.

## Politik

### Ortsrat
Barterode wird auf kommunaler Ebene von einem Ortsrat mit sieben Mitgliedern vertreten.
Seit der Kommunalwahl 2021 setzt sich der Ortsrat folgendermaßen zusammen:
| Ortsrat 2021Insgesamt 7 Sitze - FWG PB: 3 - WG GLB: 4 - FWG PB: Freie Wählergemeinschaft Pro Barterode - WG GLB: Wählergruppe Gemeinsame Liste Barterode | Ortsratswahl 2021Wahlbeteiligung: 63,31 % 6050403020100 57,19 %42,81 % WG GLBaFWG PBbAnmerkungen:a Wählergruppe Gemeinsame Liste Barterodeb Freie Wählergruppe Pro Barterode |

### Ortsbürgermeister
Ehrenamtlicher Ortsbürgermeister ist Ralf Wasmuth (WG GLB). Seine Stellvertreterin ist Brigitte Bindseil (WG GLB).

## Wappen
Das Wappen zeigt zwei aus dem Schildfuß wachsende abgewandte Angeln, wie sie 1375 Konrad von Bertolderode im Wappen führte. Die Farben sollen auf die durch Jahrhunderte andauernde enge Bindung zum Hause Adelebsen hinweisen, während die im unteren Feld angeordneten Mühleisen als Symbol für drei im Tal der Auschnippe – Osnippe – gelegene Mühlen, die bereits im Jahre 1489 in einem Adelebser Zinsregister genannt werden, anzusehen sind.

## Sehenswürdigkeiten

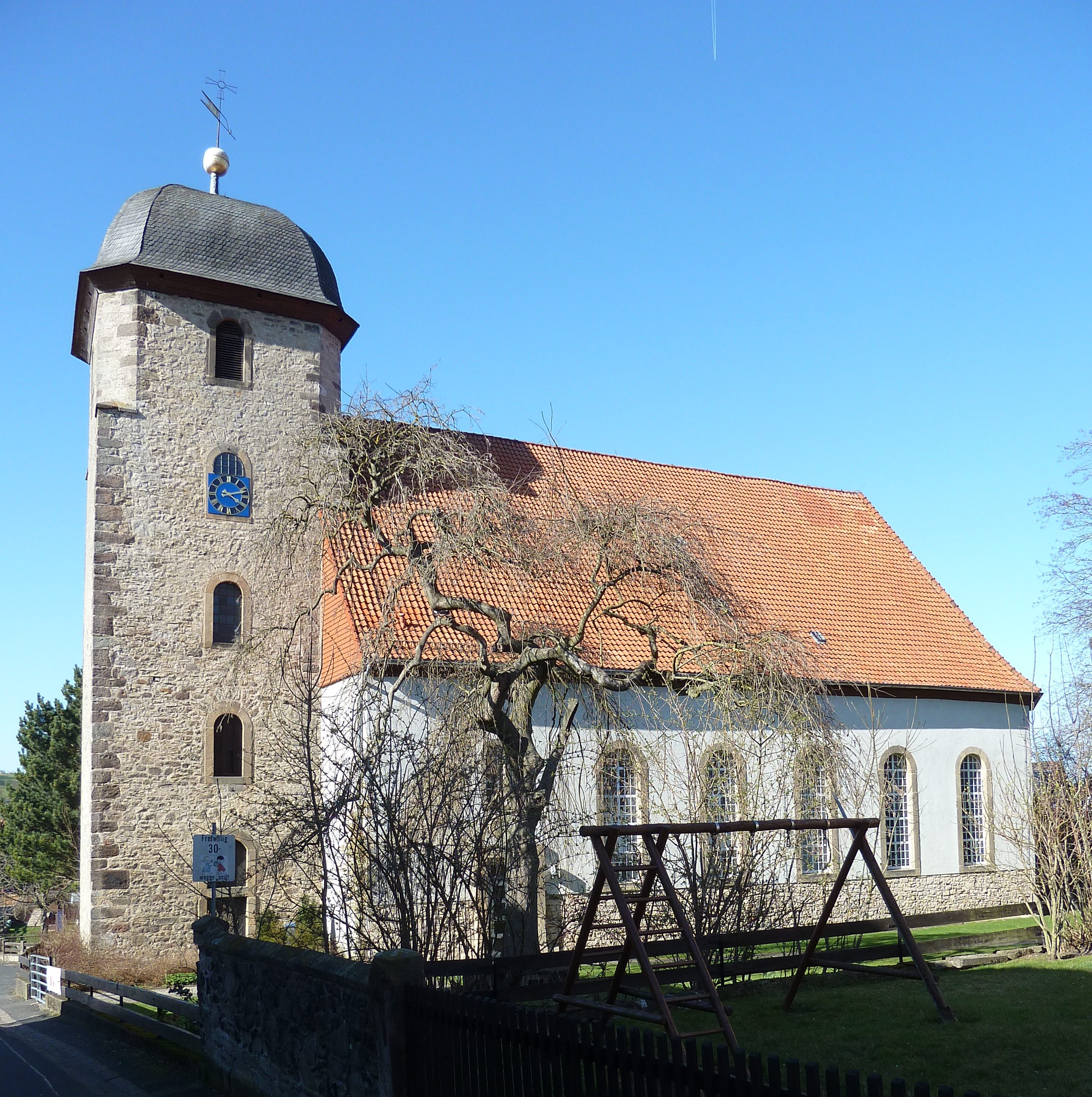
St. Pankratius Kirche

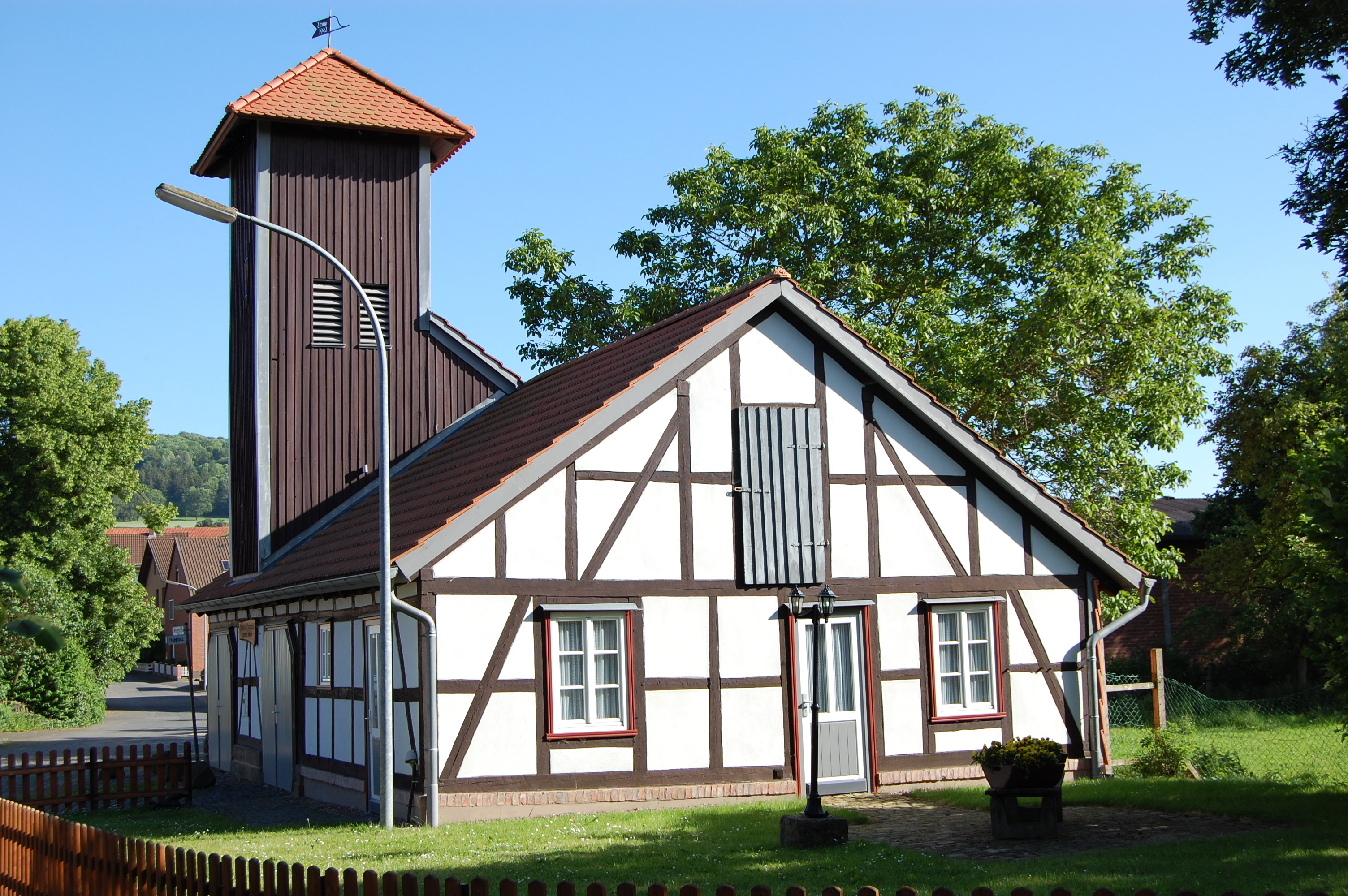
Historisches Spritzenhaus am Thieplatz, Barterode

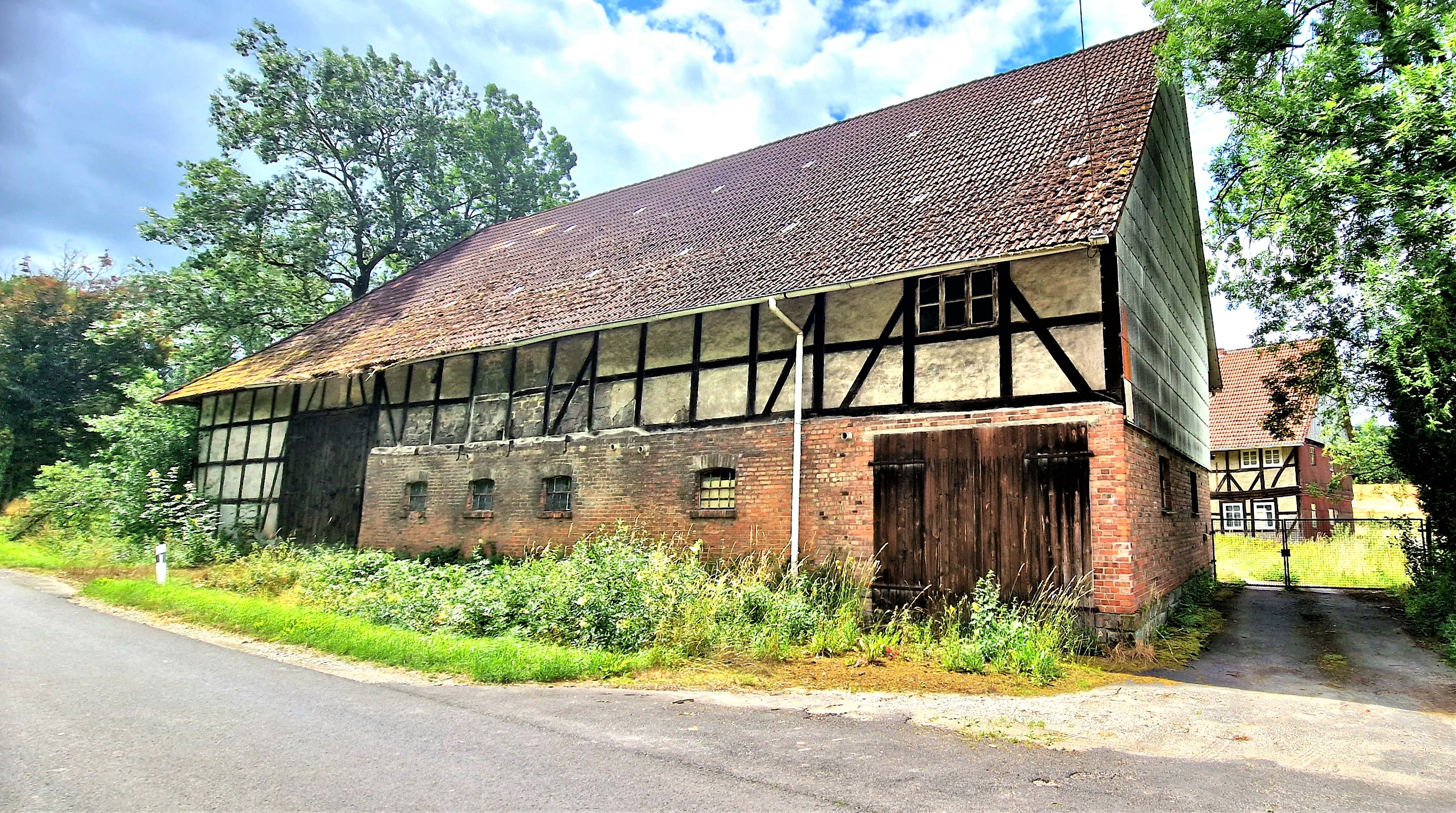
Mühlenkomplex Obere Auschnippe, Barterode

- Pancratius-Kirche: Die evangelische Pfarrkirche St. Pankratii bestimmt das Dorfbild von Barterode. Der im Kern mittelalterliche Turm gehört zu einer Vorgängerkirche, die um 1730 abgebrochen und durch den heutigen Bau, einen verputzten rechteckigen Saal mit abgewalmtem Satteldach, ersetzt wurde. Der im Verhältnis zum Saal niedrige Turm ist von einer charakteristischen schiefergedeckten Haube bekrönt. 1975–1977 wurde der Innenraum der Kirche komplett umgebaut und der westliche Teil als Gemeindehaus abgetrennt. Aus der Bauzeit ist der barocke Kanzelaltar und ein Taufstein erhalten, die Orgel wurde 1825 von Johann Dietrich Kuhlmann gebaut.[8]
- Spritzenhaus Barterode: 1902 hat die Gemeinde Barterode auf dem Grundstück der Realgemeinde Barterode für ihre 1883 gegründete Freiwillige Feuerwehr ein Spritzenhaus errichtet. Zusammen mit der Umlandfläche stellt dieses ehemalige Spritzenhaus ein Einzeldenkmal (Nr. 152001.0091) dar. Es ist Teil des historischen Thieplatzes im Altdorf von Barterode. Der Heimatverein Barterode e. V. hat mit dem Flecken Adelebsen als Eigentümer eine langfristige Nutzungs- und Sanierungsvereinbarung abgeschlossen. So konnten, gefördert durch LEADER+, ganzjährig nutzbare Räumlichkeiten geschaffen werden. Das Gebäude sowie das Umfeld auf dem historischen Thiepatz werden zur dörflichen Kultur- und Heimatpflege genutzt.[9]
- Luthereiche: 1883 wurden zum 400. Geburtstag von Martin Luther 4 Eichen damals außerhalb der Ortschaft an der Straße Richtung Esebeck/Göttingen auf der sogenannten Insel gepflanzt. Der Grund gehörte zu der Zeit der Realgemeinde, die später in der heute noch bestehenden Forstgenossenschaft aufging. In der Zeit des Ersten Weltkriegs wurden 3 der Bäume gefällt.

## Vereine und Sport
An sportlichen Freiflächen können ein Sportplatz, zwei Tennisplätze, ein Bolzplatz, ein Freizeitschach, ein Volleyball-Feld und eine MiniRamp genutzt werden.
Das Kulturleben in Barterode wird bestimmt durch eine Vielzahl von Vereinen. So gibt es einen Gesangverein, Heimatverein, Sportverein, Tischtennisverein, Wanderclub, Ski-Club, Junggesellenverein, Traditionsverein, Schützenverein, eine Anglergemeinschaft und eine Freiwillige Feuerwehr mit Feuerwehrkapelle.